# サクラメント・リパブリックFC
サクラメント・リパブリックFC (英語: Sacramento Republic FC) は、アメリカ合衆国・カリフォルニア州サクラメントに本拠地を置くサッカークラブ。2023年現在、USLチャンピオンシップに所属している。

## 歴史
2012年にウォーレン・スミスとジョー・ワゴナーによって共同設立された。2014年のリーグ参戦当初はヒューズ・スタジアムをホームスタジアムとしていたが、半年後に現在のハート・ヘルス・パークに移転した。加入初年度でUSLプロ（現USLチャンピオンシップ）優勝を果たした。
2019年10月21日、メジャーリーグサッカー（MSL）は、サクラメント・リパブリックFCがMLSの29番目のチームになることを発表した。当初、2022年にMLSに参入する予定だったが、後に2023年に延期された。しかし、2021年2月26日に、MLSの新規参入が無期限に中断されたことが発表された。

## タイトル
- USLプロ: 2014
- USLチャンピオンシップ・ウェスタン・カンファレンス: 2016

## 歴代所属選手
- アルヴァス・パウエル 2014
- アーロン・ロング 2014
- アダム・ジャーン 2014, 2016
- カリーム・ウラー 2015
- ユレ・マティアシッチ 2016
- ボビー・シャトルワース 2019
- ジェローム・キーゼヴェッター 2021
- ファタイ・アラシェ 2021